# Alsenz-Radweg
Der Alsenz-Radweg ist ein 49 Kilometer langer Fluss-Radweg mit einigen kurzen Anstiegen sowie einer längeren Steigung. Er führt von der Quelle der Alsenz in Enkenbach-Alsenborn vom Pfälzerwald ins Nahetal, wo die Alsenz bei Bad Münster am Stein in die Nahe mündet. Er umgeht den 686,5 m hohen Donnersberg in einem weiten Bogen. Er verläuft über die offene Hügellandschaft durch fruchtbares Land und vorbei an Weinbergen immer nahe dem Flüsschen Alsenz. Der gesamte Weg ist einheitlich mit dem Radweg-Logo beschildert und in beide Richtungen leicht befahrbar. Aus Naturschutzgründen sind einige Abschnitte nicht asphaltiert, für Rennräder oder Inline-Skater ist er daher nicht geeignet.

## Streckenverlauf

### Alsenzquelle bis Rockenhausen
Dieser Abschnitt hat eine Länge von ca. 24 km mit +118 Hm Steigung und −175 Hm Gefälle. Die Wegführung erfolgt über befestigte Wald- und Feldwege und durch malerische Ortschaften. Hinter Imsweiler befinden sich zwei steilere Abschnitte.
Der Weg startet an der Alsenzquelle (49° 29′ 28,5″ N, 7° 55′ 25,3″ O) in Enkenbach-Alsenborn, dem Hauptort der gleichnamigen Verbandsgemeinde. Enkenbach-Alsenborn ist mit dem Zug über die Alsenztalbahn erreichbar. Diese verkehrt zwischen Kaiserslautern und Bad Münster am Stein. Die Bahnstrecke begleitet den Radweg auf der gesamten Strecke. Nach Enkenbach-Alsenborn führt der Weg über Münchweiler, Langmeil und Alsenbrück nach Winnweiler. Danach führt er vorbei an der Privatbrauerei Bischoff über eine schmale Brücke zum historischen Gebäudekomplex der Eisenschmelze Gienanth. Die Wegführung verläuft nach der Querung der B 48 bei Schweisweiler bis Imsweiler neben der Bundesstraße. In Schweisweiler befindet sich eine bekannte Rokokokirche. Von dort verläuft die Route auf befestigten Waldwegen zur kleinen Stadt Rockenhausen, die eine historische Altstadt und mehrere Museen zu bieten hat.

### Rockenhausen bis Mündung in die Nahe
Dieser Abschnitt hat eine Länge von ca. 25 km mit +86 Hm Steigung und −127 Hm Gefälle. Hier sind offene Hügel und Weinberge landschaftsprägend. Die Routenführung erfolgt zumeist abseits von Autostraßen und ist größtenteils asphaltiert.
Von Rockenhausen erfolgt die Wegführung auf Wirtschaftswegen über Dielkirchen und Bayerfeld-Steckweiler durch das Weinbaugebiet nach Mannweiler-Cölln, dessen höher gelegener Ortskern eine gewisse Anstrengung erfordert. Der Weg erreicht dann die Ortschaft Oberndorf, dessen Simultankirche weithin sichtbar ist. Danach folgt der letzte etwa einen Kilometer lange Anstieg. Der Radler wird dafür mit einem herrlichen Ausblick ins Alsenztal belohnt. Nach zwei Kilometern Abfahrt erreicht die Route Alsenz, wo der historische Marktplatz und das Pfälzische Steinhauermuseum besichtigt werden können. Von Alsenz führt der Weg über Hochstätten nach Bad Münster am Stein, wo sich die Alsenzmündung in die Nahe (49° 48′ 26,7″ N, 7° 50′ 33,7″ O) und der Anschluss an den Nahe-Radweg befinden.

## Landschaft
Die Alsenz entspringt am Nordrand des zum Naturpark Pfälzerwald gehörenden Diemersteiner Waldes. Die Quelle liegt auf einer Höhe von 292 m ü. NN innerhalb des Ortsteils Alsenborn (Landkreis Kaiserslautern). Von dort aus fließt die Alsenz überwiegend in nördliche Richtung durch das Nordpfälzer Bergland, wobei der Donnersberg in einem westlichen Bogen umgangen wird. Der Radweg führt auf der gesamten Strecke nahe dem Fluss.
Der erste Teil des Radweges ist von Wäldern, Feldern und malerischen Ortsdurchfahrten geprägt, während Weinbau den zweiten Abschnitt dominiert. Die Weinlagen gehören zum Weinanbaugebiet Nahe, obwohl die Orte in der Pfalz liegen. Das Nahetal wird mit der Alsenzmündung auf einer Höhe von 110 m ü. NN, in Münster am Stein erreicht.

## Sehenswürdigkeiten
- Alsenz: Museum für Heimatgeschichte, Pfälzisches Steinhauermuseum und Galerie im Steinhauermuseum, Protestantische Pfarrkirche (siehe auch: Liste der Kulturdenkmäler in Alsenz).
- Dielkirchen: Protestantische Pfarrkirche (siehe auch: Liste der Kulturdenkmäler in Dielkirchen).
- Imsbach: Besucherbergwerk Weiße Grube, Pfälzisches Bergbaumuseum (siehe auch: Liste der Kulturdenkmäler in Imsbach).
- Katzenbach: Villa Rustica (Ausgrabungen eines römischen Gutshofes). Etwa einen Kilometer nach Rockenhausen führt ein beschilderter Radweg nach Katzenbach. (Entfernung: ca. 1 km).
- Mannweiler-Cölln: Randeck-Museum, Burgruine Randeck (siehe auch Liste der Kulturdenkmäler in Mannweiler-Cölln).
- Münchweiler: Erstes Rundfunkmuseum Rheinland-Pfalz.
- Oberndorf: Simultankirche St. Valentin (siehe auch Liste der Kulturdenkmäler in Oberndorf (Pfalz)).
- Rockenhausen: Naturerlebnisbad, Kahnweilerhaus, Museum Pachen, Heimatmuseum, Museum für Zeit – Pfälzisches Turmuhrenmuseum, Protestantische Pfarrkirche (siehe auch Liste der Kulturdenkmäler in Rockenhausen).
- Schweisweiler: Leo’s Tenne (Heimatmuseum), Kath. Rokokokirche St. Ägidius.
- Winnweiler: Privatbrauerei Bischoff, Jüdisches Museum der Nordpfalz, Museumsschmiede Langmeil, Kath. Pfarrkirche Herz Jesu, Kreuzkapelle (siehe auch Liste der Kulturdenkmäler in Winnweiler).

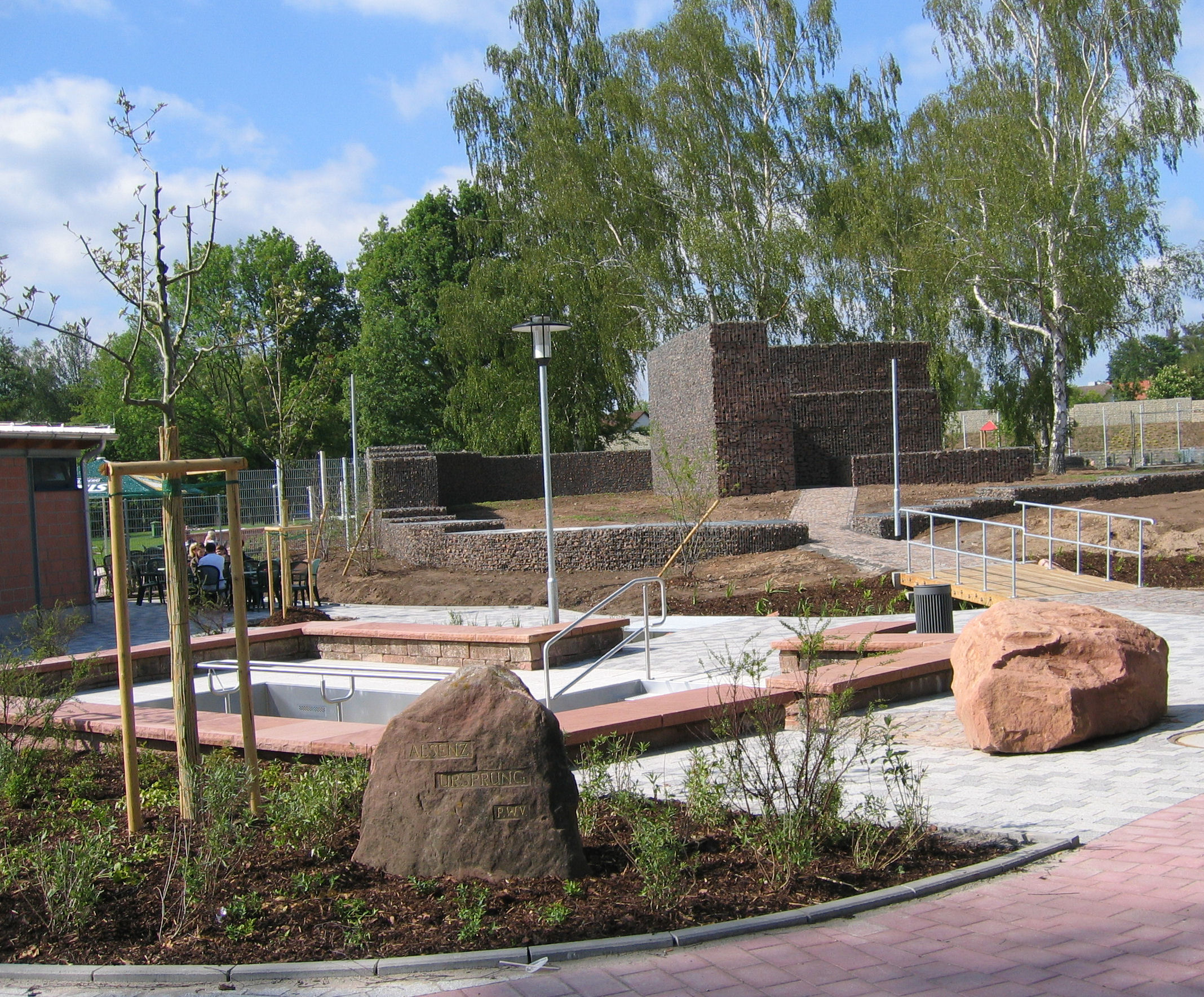
Alsenzquelle im Schwimmbad von Alsenborn
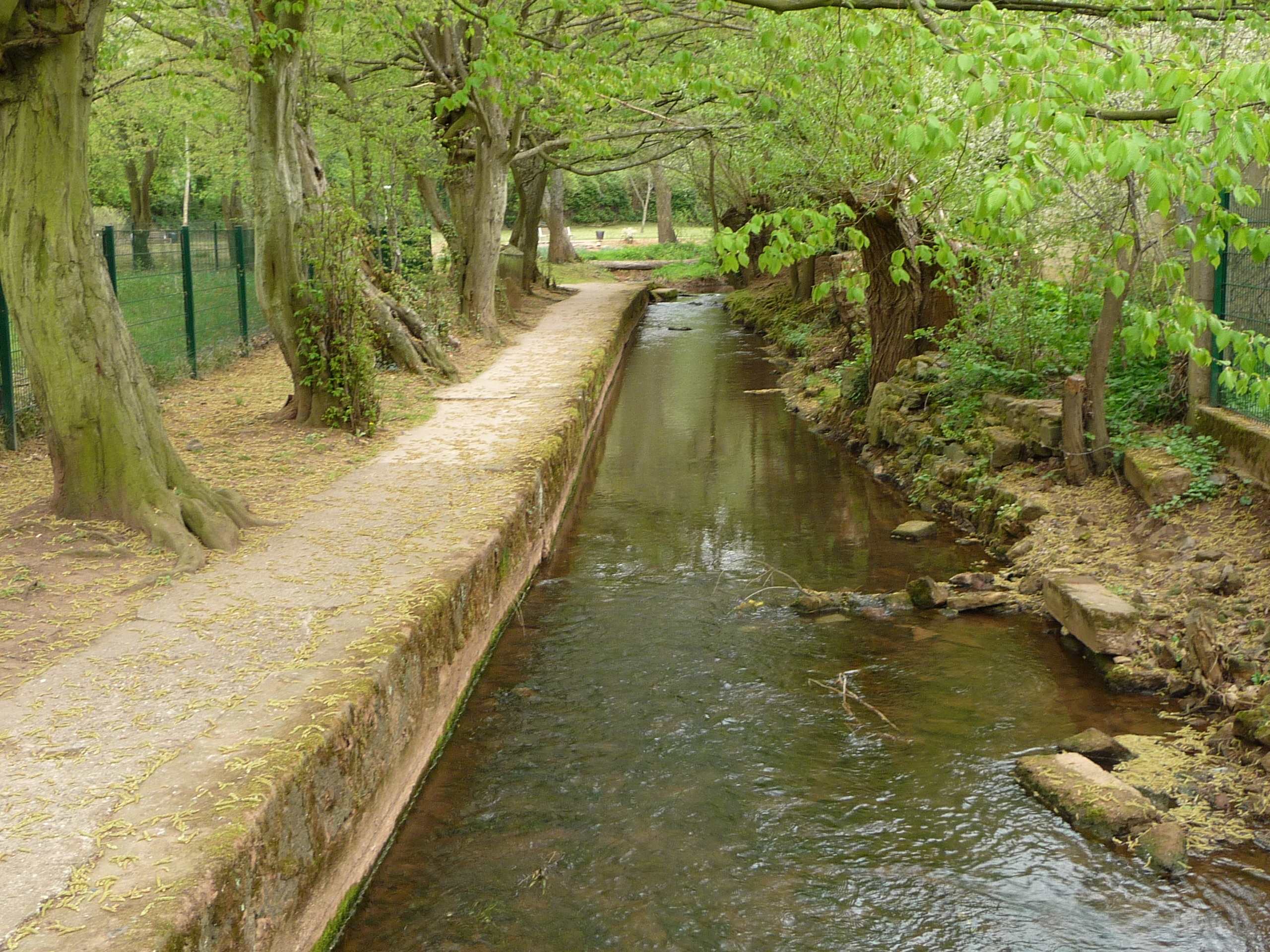
Alsenz bei Winnweiler
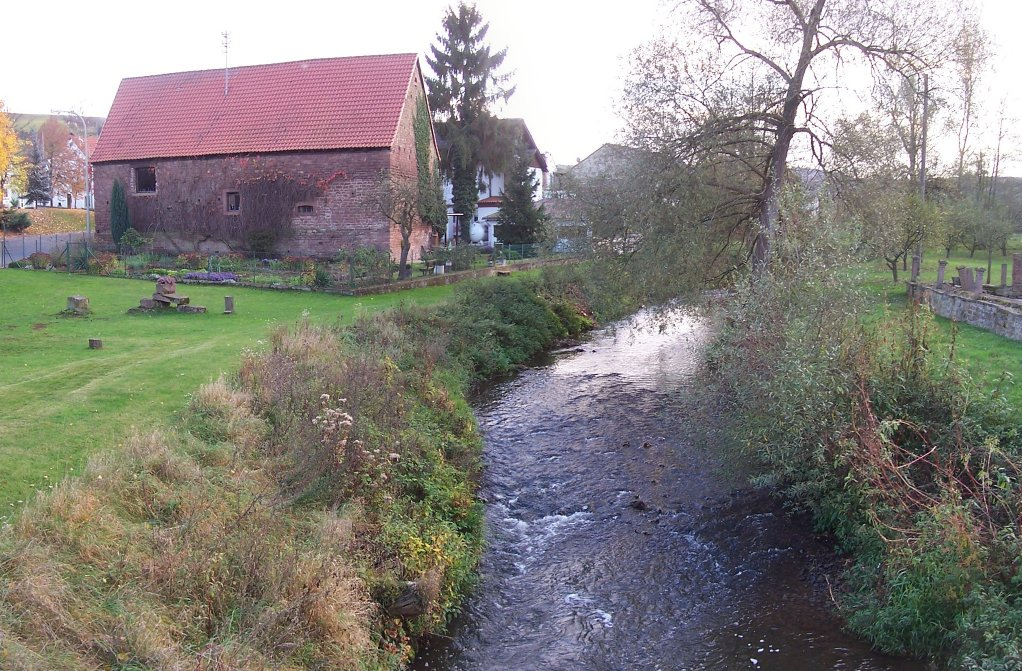
Alzenz bei Oberndorf
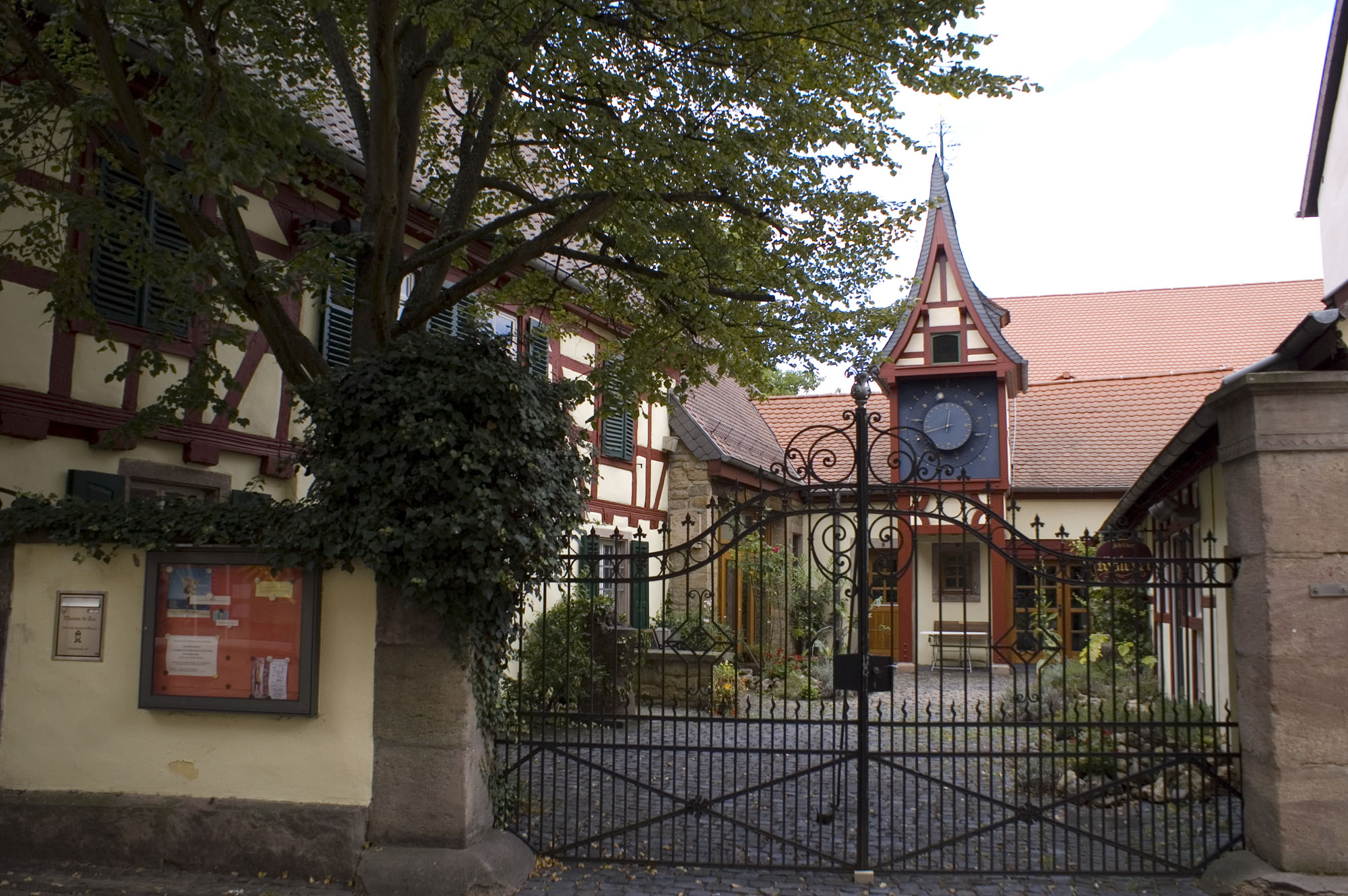
Pfälzisches Turmuhrenmuseum in Rockenhausen
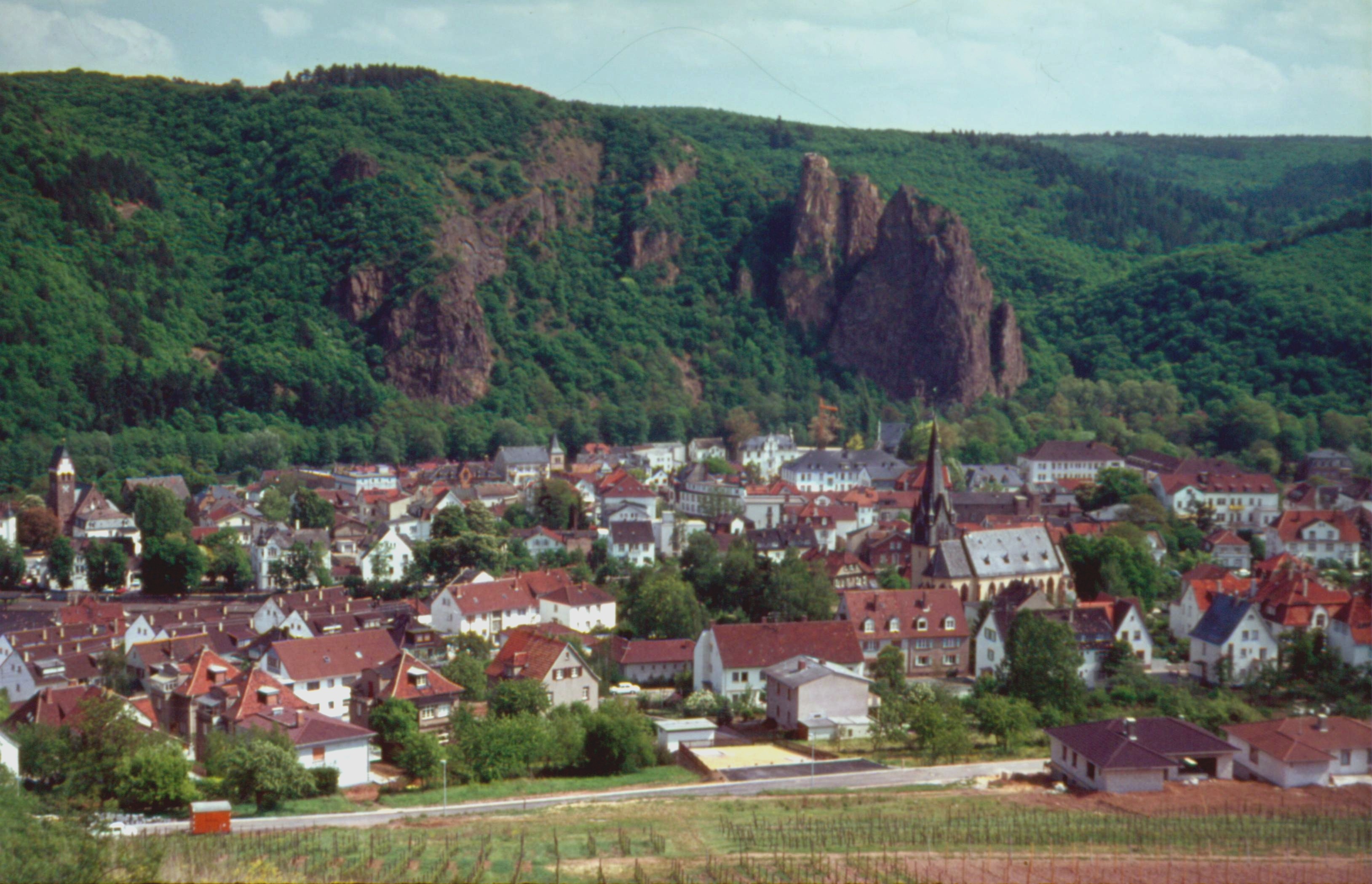
Bad Münster am Stein

## Bahnanbindung
Beide Endpunkte des Radweges, Enkenbach-Alsenborn und Bad Münster am Stein, sind mit der Bahn gut erreichbar. Über Kaiserslautern oder Bad Kreuznach sind sie mindestens im Stundentakt erreichbar. Die Alsenztalbahn begleitet den Radweg auf der gesamten Strecke. Die Haltepunkte an der Strecke sind nur wenige Kilometer voneinander entfernt.

## Anschlusswege
- Barbarossa-Radweg – Anbindung in Alsenborn. Er verbindet Glan-Münchweiler mit Worms.
- Nahe-Radweg – Anbindung in Bad Münster am Stein.

Siehe auch:
- Liste der Radfernwege in Deutschland
- Liste der Radwege in Rheinland-Pfalz